# Прис (Южная Осетия)
Прис (осет. Прис , груз. ფრისი, Приси) — село в Закавказье, расположено в Цхинвальском районе Южной Осетии, фактически контролирующей село; согласно юрисдикции Грузии — в Горийском муниципалитете.

## География
Село находится к востоку от Цхинвала на Присских высотах и к западу от грузинонаселённых (особенно до войны в августе 2008 года) сёл Еред (Эредви), Берула, Аргвис (Аргвици).

## Состав
- Верхний Прис (Земо-Приси), на западе (груз. ზემო ფრისი — Земо-Приси)
- Прис (Приси), на востоке (груз. ქვემო ფრისი — Квемо-Приси)

## Население
Население села смешанное, представлено было (до конфликта 1990-х годов) осетинами и грузинами. В западной части, Верхний Прис (Земо-Приси), на 1989 год жило 329 человек, в том числе осетин — 62 % (200 чел.), грузин — 38 % (129 чел.). В восточной его части, собственно Прис (Приси), на 1989 год жило 268 человек, из них осетины составляли 100 %. По переписи 2002 года (проведённой властями Грузии, контролировавшей часть Цхинвальского района на момент проведения переписи) в селе Земо-Приси жило 215 человек, в том числе грузины составили 53 %, осетины — 47 % от всего населения. По переписи населения 2015 года — 219 человек. На данный момент в селе проживают только осетины.

## История
В период южноосетинского конфликта село входило в зону контроля Грузии. 
В 2006 году на Присских высотах размещалась укрепзона осетин. 
7 августа 2008 года, по сообщениям грузинской стороны, в 22:15 село подверглось обстрелу. На Присских высотах были, предположительно, размещены грузинские артиллерийские установки, обстреливавшие 8 и 10 августа восточную часть города Цхинвал[нужен лучший источник]. По сообщениям осетинской стороны, к началу боёв на высотах находились, наоборот, осетинские позиции; грузинские силы же размещались у села Сарабук. 10 августа шли основные бои за Присские высоты. После Августа 2008 года село находится под контролем властей РЮО.

## Топографические карты
- Лист карты K-38-65 Ленингори. Масштаб: 1 : 100 000. Издание 1979 г.